# Rock, Quận Wood, Wisconsin
Rock là một thị trấn thuộc quận Wood, tiểu bang Wisconsin, Hoa Kỳ. Năm 2010, dân số của thị trấn này là 828 người.